# Estorvo
Estorvo es una película dramática coproducida entre Brasil, Portugal y Cuba, dirigida por el cineasta brasileño Ruy Guerra. Protagonizada por Jorge Perugorría, Bianca Byington y Verónica Lynn, fue rodada en locaciones de Río de Janeiro y La Habana. Fue exhibida en el Festival de Cine de Cannes de 2000 (donde fue nominada a la Palma de Oro) y ganó varios premios en eventos como el Festival de Cine de Gramado, el Festival de Cine de Viña del Mar y el Festival de Cine Iberoamericano de Huelva.

## Sinopsis
La película narra las pesadillas de un extraño personaje llamado I, el cual pasa sus días vagando por una enorme ciudad. Sus sentimientos de inquietud, angustia, terror y extrañeza son plasmados en una historia que combina el drama y el suspenso. Estorvo es una adaptación de la novela del mismo nombre del autor Chico Buarque.

## Reparto
- Jorge Perugorría es I
- Bianca Byington es la hermana
- Leonor Arocha es la exesposa
- Tonico Oliveira es el cuñado
- Aurora Basnuevo es la indigente
- Candido Damm es el loco
- Athayde Arcoverde es el pelirrojo
- José Antônio Rodríguez es el viejo
- Verónica Lynn es la madre
- Xando Graça es el comisario
- Suzana Ribeiro es la amiga de la hermana